# Saint-Christophe-et-le-Laris
Saint-Christophe-et-le-Laris är en kommun i departementet Drôme i regionen Auvergne-Rhône-Alpes i sydöstra Frankrike. Kommunen ligger i kantonen Le Grand-Serre som tillhör arrondissementet Valence. År 2022 hade Saint-Christophe-et-le-Laris 425 invånare.

## Befolkningsutveckling
Antalet invånare i kommunen Saint-Christophe-et-le-Laris
Referens:INSEE